# Кайрат (футбольный клуб)
«Кайра́т» (каз. Қайрат) — казахстанский профессиональный футбольный клуб из города Алма-Ата. Четырёхкратный чемпион Казахстана, 10-кратный обладатель Кубка Казахстана, трёхкратный обладатель Суперкубка Казахстана, обладатель Кубка Федерации футбола СССР.

## История
В 1954 году на базе алма-атинского «Динамо» был основан клуб «Локомотив», в 1955 году команду переименовали в СО «Урожай». В 1956 году согласно постановлениям президиума Всесоюзного центрального совета профессиональных союзов (ВЦСПС) Протокол № 6 п.15 от 27 апреля 1956 г. — об объединении добровольного спортивного общества «Урожай» с республиканскими спортивными обществами колхозников. Председатель ВЦСПС СССР — В. Гришин Постановление Совета министров КазССР от 01 июня 1956 г. за № 299 об объединении СО «Урожай» со СО «Колхозшы» в единое сельское спортивное общество. Председатель СовМина КазССР — Д. Кунаев. 18 июня 1956 г. Из протокола № 1 объединённого пленума Республиканских Советов ДСО «Урожай» и «Колхозшы» КазССР: «…поступило предложение назвать ДССО КазССР — „Кайрат“ …постановили: назвать Добровольное Сельское Спортивное общество КазССР — „Кайрат“, и впредь именовать — ДССО „Кайрат“.» Первым председателем ДССО «Кайрат» стал Барлыхан Чинжалинов. Перед пленумом обоим ДСО предложили дать варианты названия будущего ДССО. В списках фигурировали такие названия как: «Егинши», «Тулпар», «Оним» («Урожай»), «Алтын дән» («Золотое зерно»), «Куресши» («Борец»), «Беркут дала» («Степной орёл»), «Жастар» («Молодёжь»). Имени «Кайрат» среди этих вариантов не было. Но ни один из предложенных обществами вариантов не был даже рассмотрен на повестке дня. Кто предложил название «Кайрат», так и осталось неизвестным. Но, судя по всему, это имя было «спущено» сверху и не исключено, что инициатива исходила от самого Динмухамеда Кунаева.
С 1954 по 1991 годы выступал в чемпионате СССР, из них 24 сезона в Высшей лиге.
1955 год.  «Локомотив» переименован в «Урожай».
1956 год.  Весь июнь команда провела на выезде. Впервые же под именем «Кайрат» команда вышла в родных стенах, ровно через месяц после пленума[какого?] — 18 июля на матч с сталинабадским «Колхозчи» (3:0). В 1956—1959 годах команда играла в группе «Б».
1960 год.  «Кайрат» стал единственным казахстанским клубом, принявшим участие в чемпионате СССР среди команд высшего дивизиона.
1963 год. «Кайрат», выйдя в полуфинал XXII Кубка СССР, установил лучшее достижение казахстанских команд в этом турнире. В том полуфинале «Кайрат» лишь только в дополнительное время уступил донецкому «Шахтёру» со счётом 1:2.
1965 год. Вылет из класса «А» оказался недолгим. Уже в следующем, 1965 году «Кайрат» закончил чемпионат класса «Б» вторым, уступив лишь такому же неудачнику прошлогоднего сезона — ереванскому «Арарату».
1966 год. «Кайрат» завоевал по итогам чемпионата СССР приз «За волю к победе».
1970 год. «Кайрат» снова закончил турнир вторым, уступив львовским «Карпатам» — клубу, который в прошлом году выиграл Кубок СССР.
1971 год. «Кайрат» стал первой советской командой, завоевавшей Кубок Международного спортивного союза железнодорожников.
Защитник «Кайрата» Сеильда Байшаков по итогам опроса, проведённого молодёжным журналом «Смена», был признан лучшим дебютантом чемпионата СССР среди команд высшей лиги.
1976 год. «Кайрат» первым из казахстанских клубов выиграл первенство первой лиги. Нападающий клуба Александр Хапсалис стал в составе сборной СССР чемпионом Европы среди юниоров (U-19).
1977 год. Защитник «Кайрата» Сеильда Байшаков стал первым казахстанским футболистом, выступившим в составе национальной сборной СССР. Дебют состоялся в Будапеште против сборной Венгрии в отборочном цикле чемпионата мира 1978 года.
1980 год. «Кайрат» во второй раз завоевал по итогам чемпионата СССР приз «За волю к победе».
1981 год. «Кайрат» стал победителем зимнего Международного турнира на приз газеты «Неделя», проводившегося в крытых манежах Москвы.
1983 год. «Кайрат» во второй раз выиграл первенство первой лиги.
1986 год. «Кайрат», заняв седьмое место в чемпионате СССР, установил высшее достижение клуба в этом турнире. Полузащитник клуба Вахид Масудов по итогам опроса, проведённого телепередачей «Футбольное обозрение», был признан автором лучшего гола 49 чемпионата СССР в октябре 1986 года. Гол был забит в домашнем матче против днепропетровского «Днепра».
1988 год. «Кайрат» стал обладателем Кубка Федерации футбола СССР. В финальном матче, состоявшемся в Кишинёве на Республиканском стадионе, «Кайрат» со счётом 4:1 победил бакинский «Нефтчи». Однако в чемпионате страны клуб заняв последнее место, покинул высшую лигу.
Полузащитник «Кайрата» Евгений Яровенко победил в составе олимпийской сборной СССР в финальной части футбольного турнира XXIV Олимпийских Игр в Сеуле.
1989 год. Нападающий «Кайрата» Евстафий Пехлеваниди стал первым казахстанским футболистом, подписавшим контракт с зарубежным клубом, и стал выступать за греческий «Левадиакос».
1990 год. Ветераны «Кайрата» стали серебряными призёрами чемпионата СССР.
1992 год. «Кайрат» выиграл первые в суверенной истории Казахстана чемпионат и кубок Казахстана.
1994 год. Сборная ветеранов «Кайрата» в австралийском городе Брисбен стала бронзовым призёром чемпионата мира.
1998 год. Произошёл скандальный раздел команды на армейскую ЦСКА-«Кайрат», возглавляемую генералом от спорта Павлом Новиковым и СОПФК «Кайрат», финансируемый предпринимателем Булатом Абиловым. Но с сезона 2001 года в чемпионате Казахстана выступает единый «Кайрат», а армейская команда вновь стала называться просто ЦСКА.
1999 год. АФК наградила полузащитника «Кайрата» и олимпийской сборной Казахстана Андрея Травина призом автора лучшего гола Азии в ноябре 1999 года. Гол был забит в матче второго этапа азиатской части отборочного цикла «Сидней-2000» в ворота олимпийской сборной Таиланда.
2000 год. «Кайрат», представляя Казахстан в ХХ розыгрыше Кубка азиатских чемпионов и XI розыгрыше азиатского Кубка обладателей кубков, впервые в истории добился выхода в четвертьфинал этого турнира.
Полузащитник ЦСКА-«Кайрат» Руслан Балтиев по приглашению АФК вызывался в сборную команду звёзд азиатского футбола, в составе которой принял участие в матче против сборной Ирана, посвящённом Дню независимости этой страны.
2002 год. «Кайрат» как обладатель Кубка страны стал одним из первых казахстанских клубов, принявшими участие в квалификационном раунде Кубка УЕФА. «Кайрат» не сумел обыграть югославскую «Црвену Звезду» из Белграда (0:2 дома и 0:3 в гостях).
2003 год. Пятикратные обладатели Кубка Казахстана. 11 ноября в финале в Алма-Ате «Кайрат» взял верх над костанайским «Тоболом» — 3:1. Алибек Булешев — лучший нападающий.
2004 год. Двукратные чемпионы Казахстана (2 ноября в Петропавловске в заключительном матче сезона «Кайрат», выиграв у местного «Есиль-Богатыря» со счётом 3:1, во второй раз в истории завоевал титул лучшей команды страны). Финалист Кубка РК (11 ноября в финале в Таразе «Кайрат» уступил ФК «Тараз» — 0:1). Самат Смаков — лучший футболист страны и лучший защитник. Арсен Тлехугов — лучший бомбардир (22 гола) чемпионата. Алексей Петрушин — лучший тренер года. Андрей Карпович — лучший полузащитник. Алибек Булешев — лучший нападающий.
2005 год. Бронзовый призёр чемпионата страны. Финалист Кубка РК (11 ноября в финале в Шымкенте «Кайрат» уступил в дополнительное время столичному «Женису» — 1:2 (1:1).
5—6-е место на Кубке чемпионов Содружества. 12 июля с домашней победы (2:0) над словацкой «Артмедией» команда дебютировала в розыгрыше Лиги чемпионов УЕФА-2005/06 (1-й квалификационный раунд); в ответном поединке, который должен был состояться в Братиславе, а был сыгран в Сенеце, основное время завершилось со счётом 2:0 в пользу хозяев, а в дополнительные полчаса на гол кайратовцев словаки ответили двумя забитыми мячами.
2006 год. 27 июля в Алма-Ате одержана первая победа (2:1) в розыгрышах Кубка УЕФА над венгерским «Фехерваром» (1-й квалификационный раунд; в первом матче в Секешфехерваре проиграли — 0:1).
2008 год. Алибек Булешев с 77 забитыми мячами и 194 сыгранными матчами возглавил список лучших бомбардиров и гвардейцев клуба в высшем дивизионе чемпионатов Казахстана, а также с 12 голами возглавил список лучших бомбардиров клуба в розыгрышах Кубка РК.
В связи с тем, что в середине сезона-2008 один из спонсоров в нарушение всех договорённостей отказался от финансирования клуба (в частности, выплаты зарплат сотрудникам и игрокам), а учредитель клуба — городская администрация — не нашла средств на покрытие возникших задолженностей, лицензия футбольного клуба «Кайрат» была приостановлена. Городская администрация приняла решение об организации нового объединения под названием «Кайрат», которое Федерация футбола Казахстана в Чемпионате Казахстана по футболу 2009 допустила к участию только в Первой лиге.
2009 год. Победители первой лиги.
2010 год. Команда продолжила выступление в чемпионате при поддержке Акимата города Алма-Ата.
2011 год. Победители турнира дублирующих составов команд Премьер-лиги. Джон Грегори стал первым тренером-англичанином в казахстанском футболе. ТОО «КазРосГаз» — генеральный спонсор ФК «Кайрат».
2012 год. Энергетическая компания ТОО «КазРосГаз» стала основным собственником клуба с 70-процентной долей участия. 30 % участия остались за акиматом г. Алма-Ата. Хосе Перес Серер стал первым тренером-испанцем в истории казахстанского футбола. Стюарт Макларен Дафф — первый британский футболист в Казахстане. ТОО «КазРосГаз» инициирует строительство сразу трёх тренировочных баз, для команд всех возрастов. В состав клуба вошла футбольная школа «Цесна». На место главного тренера вместо Серера приглашается именитый тренер Владимир Вайсс, он призван поднять игру клуба на новый уровень. Любопытно, что именно Вайсс в 2005 году со своей «Артмедией» выбивает впервые участвовавший в розыгрыше Лиги чемпионов УЕФА «Кайрат». В истории казахстанского футбола это первый тренер, который выводил свою сборную в финальную часть чемпионата мира по футболу и довёл её до стадии 1/8 финала.
2013 год. Спустя восемь лет, «Кайрат» снова призёр чемпионата страны и на будущий год, также впервые спустя восемь лет будет участвовать в еврокубках.
2014 год. Клуб стал шестикратным обладателем Кубка РК, обыграв в финале принципиальных соперников «Актобе» со счётом 4:1 на Астана Арене. Также, второй год подряд «Кайрат» — бронзовый призёр чемпионата страны. Бауыржан Исламхан признан лучшим игроком чемпионата Казахстана. Спустя долгое время «Кайрат» участвует в еврокубках. В первом квалификационном раунде Лиги Европы проходит албанский «Кукеси», однако во втором раунде спотыкается об датский «Эсбьерг».
2015 год. Впервые в истории «Кайрат» выигрывает серебряные медали чемпионата Казахстана. 7-кратные обладатели Кубка Казахстана. Жерар Гоу признан лучшим игроком чемпионата Казахстана. К тому же, впервые в своей истории «Кайрат» доходит до раунда плей-офф квалификации Лиги Европы, где по сумме двух встреч был повержен французским «Бордо». На пути к плей-офф были обыграны сербская «Црвена Звезда», армянский «Алашкерт» и шотландский «Абердин». Посреди сезона в команду прибыл обладатель кубка Лиги чемпионов в составе мюнхенской «Баварии» украинский полузащитник Анатолий Тимощук. По окончании сезона об уходе из клуба объявил Владимир Вайсс. В посёлке Бесагаш была построена ультрасовременная база клуба, которая оставила многих восхищёнными.
2016 год. На пост главного тренера был назначен российский специалист Александр Бородюк. В свою очередь Бородюк пригласил в команду именитого российского футболиста Андрея Аршавина. Впервые в истории «Кайрат» выигрывает Суперкубок Казахстана по футболу и возвращает себе звание самой титулованной команды страны. После невзрачного старта в чемпионате Бородюк был отправлен в отставку, на место которого пришёл бывший главный тренер сборной Грузии Кахабер Цхададзе. «Кайрат» под руководством грузина снова добыл серебряные медали чемпионата, сократив походу отставание от «Астаны» до двух очков. Бауыржан Исламхан признан лучшим игроком чемпионата Казахстана. В Лиге Европы «Кайрат» проиграл во втором квалификационном раунде «Маккаби» из Тель-Авива.
2017 год. В начале сезона «Кайрат» стал двукратным обладателем Суперкубка Казахстана по футболу. К середине сезона команда шла хорошим темпом, однако после сенсационного вылета во втором раунде квалификации Лиги Европы от скромного «Скендербеу», руководство отправило Кахабера Цхададзе в отставку. Вместо него был приглашён испанский специалист Карлос Алос Феррер, который до этого тренировал молодёжную сборную Казахстана до 17 лет. «Кайрат» третий год кряду завершил чемпионат в ранге вице-чемпиона, однако стал 8-кратным обладателем Кубка Казахстана, обыграв в финале «Атырау».
2018 год. «Кайрат» начинает сезон с поражения крупным счётом в Суперкубке от заклятой «Астаны». В Лиге Европы «Кайрату» наконец покорился второй раунд квалификации, где был побеждён голландский «АЗ» из Алкмаара, однако уже в следующем раунде не проходимой оказалась чешская «Сигма». После ряда невзрачных игр Карлос Феррер был уволен, последней же каплей было поражение от «Ордабасы» в рамках чемпионата. И. о. главного тренера был назначен бывший игрок в составе «Кайрата» Андрей Карпович. Кайрат Боранбаев после этого сообщил о смене вектора развития клуба, поэтому Кубок страны был доигран лишь игроками с казахстанским паспортом. «Кайрат» в конце сезона вновь стал обладателем кубка, снова обыграв в финале «Атырау».
2019 год. Перед началом сезона болельщикам был представлен новый главный тренер команды, им стал молодой белорусский специалист Алексей Шпилевский, который прежде работал в системах «Штутгарта» и «РБ Лейпцига». Команда начала сезон не очень удачно, проиграв в Суперкубке. В еврокубках «Кайрат» не смог обыграть «Хапоэль» из Беэр-Шевы. В чемпионате «Кайрат» вновь стал серебряным призёром чемпионата, пропустив вперёд «Астану».
2020 год. После трёх сыгранных туров, чемпионат был прерван в связи с пандемией COVID-19. После неудачных попыток возобновить чемпионат, федерация футбола приняла решение проводить чемпионат в сокращённом формате без болельщиков в городе Алма-Ата. «Кайрат» спустя 16 лет наконец становится чемпионом страны, тем самым став трёхкратным обладателем титула. Алексей Шпилевский стал самым молодым тренером, кто смог стать чемпионом Казахстана. В Лиге Европы в первом квалификационном раунде был обыгран армянский «Ноа», но во втором раунде вновь не удалось пройти клуб из Израиля. «Кайрат» проиграл «Маккаби» из Хайфы. Отменённый гол Вагнера Лава в концовке встречи вызвал немало споров, но судья встречи зафиксировал оффсайд.

### «Кайратовский бетон»
«Кайратовский бетон» — так называлась в советской прессе и в среде болельщиков оборона «Кайрата». В сезоне 1960 г. специалисты футбола много полемизировали по поводу тактической схемы игры «Кайрата». Алматинцы, ведомые принявшим команду накануне первенства Н. Я. Глебовым, использовали построение 1+4+2+4 — так называемую бразильскую систему, в то время как большинство других клубов по-прежнему играло по апробированной системе «дубль-ве». Случалось, что «Кайрат» прибегал и к системе 1+3+3+4. Но в любом случае футбольные специалисты замечали, что у алматинцев прослеживается оборонительная тенденция, так как команда использовала на одного форварда меньше, чем другие. В это самое время в советской прессе, а также в среде болельщиков и появился термин «Кайратовский бетон». Журнал «Смена» в 1969 г. после игры ленинградского «Зенита» и алматинского «Кайрата» озаглавила статью, посвящённую этому матчу, словами: «И „бетон“ дал трещину…»

### Среднеазиатское дерби
Соперничество «Кайрата» и ташкентского «Пахтакора» в чемпионатах СССР. Среднеазиатское дерби было основным спортивным событием года, его в обязательном порядке посещало высшее руководство республик. Оно было частью более общего противостояния на всех уровнях, возникшего в середине XX века, между Казахстаном и Узбекистаном. Считалось, что эти две советские республики доминируют в азиатской части Советского Союза, и отношения между ними являются важнейшим элементом политики Москвы в центральноазиатском регионе. Отсюда следовала чёткая иерархия представительства двух республик в партийной номенклатуре СССР, — лидер Казахстана, как правило, был членом Политбюро ЦК КПСС, а лидер Узбекистана — кандидатом в члены Политбюро. Достаточно вспомнить хотя бы таких известных в советское время деятелей, как первый секретарь ЦК компартии Казахстана Динмухамед Кунаев и первый секретарь ЦК компартии Узбекистана Шараф Рашидов. Тогда соперничество выражалось в стремлении выставить именно свою республику в качестве самой передовой и успешной. Одним из самых эффективных способов достижения этой цели были взаимные интриги и любимая игра двух первых руководителей союзных республик.
Сергей Страшненко, бывший футболист «Пахтакора»:
...зарплаты были на уровне других команд высшей лиги — 250 рублей ставка, плюс за звание мастера спорта мне давали ещё 10 рублей. Правда, давали и солидные премиальные. Одна игра у нас считалась межпланетной. Было у "Пахтакора" соперничество с алма-атинским "Кайратом", сродни дерби киевского "Динамо" и "Спартака". И вот после одной из побед над "Кайратом" нам прямо в раздевалку принесли в конвертах двойную зарплату — 500 рублей.
Известный футболист и тренер «Кайрата» Тимур Санжарович Сегизбаев:
– «Кайрат» – «Пахтакор»!  «Пахтакор» – «Кайрат»! Как это громко и призывно звучало для болельщиков 60-х, 70-х и 80-х годов прошлого столетия. Полные арены в Алма-Ате и Ташкенте, вереницы машин с «чужими» номерами и настоящие битвы мастеров. Настраивать на такие матчи нас не надо было. Такие игры тогда именовались «международными».
Статистика встреч:
Впервые в Высшей лиге чемпионата СССР, тем временем называвшейся «Классом А» команды встретились в 1960 году 25 сентября, матч проходивший в городе Алма-Ата выиграл со счётом 1-0 алматинский «Кайрат».
В чемпионатах и кубках СССР по футболу команды встречались между собой 50 раз.
|                            | Кайрат   | Пахтакор |
| -------------------------- | -------- | -------- |
| Матчей                     | 50       | 50       |
| Побед                      | 21       | 18       |
| Ничьих                     | 11       | 11       |
| Забитых мячей              | 66       | 61       |
| Самая крупная победа       | 6:2, 4:0 | 4:1, 3:0 |
| Самый результативный матч  | 6:2      | 2:6      |
| Самая результативная ничья | 3:3      | 3:3      |
| Очков                      | 53       | 47       |

В Высшей лиге Чемпионата СССР
|                            | Кайрат | Пахтакор |
| -------------------------- | ------ | -------- |
| Матчей                     | 34     | 34       |
| Побед                      | 12     | 12       |
| Ничьих                     | 10     | 10       |
| Забитых мячей              | 42     | 42       |
| Самая крупная победа       | 6:2    | 4:1, 3:0 |
| Самый результативный матч  | 6:2    | 2:6      |
| Самая результативная ничья | 1:1    | 1:1      |
| Очков                      | 34     | 34       |

## Визитная карточка

### Названия
| Годы       | Название            |
| ---------- | ------------------- |
| 1954       | «Локомотив»         |
| 1955       | «Урожай»            |
| 1956—1997  | «Кайрат»            |
| 1998—2000  | СОПФК «Кайрат»      |
| 2001—2003  | «Кайрат»            |
| 2004-2006  | «Кайрат-Алматы КТЖ» |
| 2007—н. в. | «Кайрат»            |

### Изменения формы
| 2004 · Основная · форма    | 2004 · Гостевая · форма     | 2005 · Основная · форма  | 2005 · Гостевая · форма | 2005/06 · Резервная · форма | 2005/06 · Резервная · форма | 2006 · Основная · форма     | 2006 · Гостевая · форма  | 2007 · Основная · форма | 2007 · Гостевая · форма  |
| 2008 · Основная · форма    | 2008 · Гостевая · форма     | 2009 · Основная · форма  | 2009 · Гостевая · форма | 2009 · Резервная · форма    | 2010 · Основная · форма     | 2010 · Гостевая · форма     | 2010 · Резервная · форма | 2011 · Основная · форма | 2011 · Гостевая · форма  |
| 2012 · Основная · форма    | 2012 · Гостевая · форма     | 2013 · Основная · форма  | 2013 · Гостевая · форма | 2014 · Основная · форма     | 2014 · Гостевая · форма     | 2014/15 · Резервная · форма | 2015 · Основная · форма  | 2015 · Гостевая · форма | 2016 · Основная · форма  |
| 2016 · Гостевая · форма    | 2016/17 · Резервная · форма | 2017 · Основная · форма  | 2017 · Гостевая · форма | 2018/19 · Основная · форма  | 2018/19 · Гостевая · форма  | 2018/19 · Резервная · форма | 2020 · Основная · форма  | 2020 · Гостевая · форма | 2020 · Резервная · форма |
| 2021/22 · Основная · форма | 2021 · Гостевая · форма     | 2021 · Резервная · форма | 2022 · Гостевая · форма | 2023 · Основная · форма     | 2023 · Гостевая · форма     |                             |                          |                         |                          |

### Титульные и технические спонсоры
| Период     | Поставщик формы | Титульный спонсор        |
| ---------- | --------------- | ------------------------ |
| 2004       | Kappa           | Казахстан темир жолы     |
| 2005—2006  | Adidas          | Казахстан темир жолы     |
| 2007—2008  | Umbro           | без спонсора             |
| 2009       |                 | без спонсора             |
| 2010       | Adidas          | без спонсора             |
| 2011       | Adidas          | KazRosGas                |
| 2012       | Puma            | KazRosGas                |
| 2013—2017  | Nike            | KazRosGas                |
| 2018—2019  | Nike            | HALYK BANK               |
| 2020       | Nike            | 1xBet                    |
| 2021       | Nike            | HALYK BANK               |
| 2022       | Nike            | HALYK charity foundation |
| 2023—н. в. | Joma            | 1xBet                    |

## Стадион

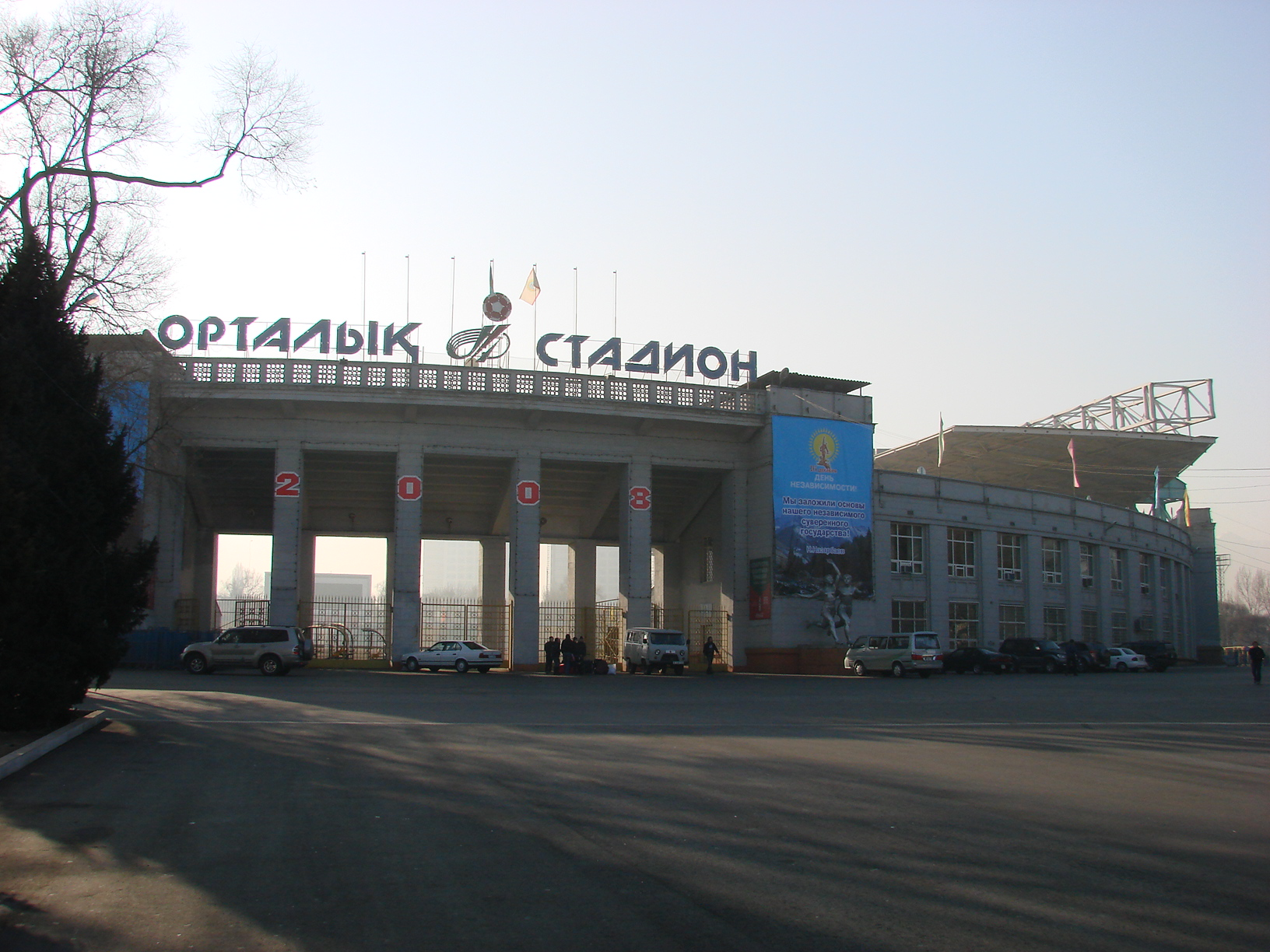
Центральный стадион

Центральный стадион в городе Алма-Ата построен в 1958 году. Стадион представляет собой сооружение, овальное в плане, разделенное вставками проходами на 4 трибуны: северную, западную, южную и восточную. Общая вместимость трибун составляет 23 804 места.
С первого дня и по сей день Центральный стадион является домашней ареной алматинского «Кайрата». 1960 год стал историческим для казахстанского футбола. Республика получила место в классе А (так сначала называлась высшая лига), которое занял сильнейший на тот момент клуб Казахской ССР — «Кайрат» из Алма-Аты.
Первый официальный матч «Кайрата» в высшей лиге проходил на Центральном стадионе Алма-Аты. 10 апреля в 1960 году дебютный матч против ленинградского «Адмиралтейца» завершился ничейным результатом 0:0. Стадион был переполнен зрителями.
Центральный стадион оборудован осветительными установками (прожекторами) с целью возможности проведения мероприятий в вечернее время. Уровень освещенности составляет 1400 люкс. Поверхность игрового футбольного поля: естественное травяное покрытие, ровное и гладкое. Размеры поля — 105 м × 68 м.

### Инфраструктура
После приобретения контрольного пакета акций ФК «Кайрат» компанией «КазРосГаз» в 2011 году была поставлена цель создать единую клубную инфраструктуру. Она должна была включать в себя подготовку молодых футболистов с раннего возраста и переход на комплектацию команды воспитанниками футбольного клуба. Для этих целей была разработана программа развития клубной инфраструктуры, которая включала в себя создание детской и юношеской академии, а также строительство новой учебно-тренировочной базы для основного состава.
Учебно-тренировочная база «Бесагаш». В октябре 2015 года была открыта новая современная база. Она располагает тремя полями с натуральным газоном и двумя искусственными, одно из которых накрыто надувным куполом, необходимым медико-санитарным комплексом для основной команды клуба. В комплексе УТБ находится музей ФК «Кайрат», в котором расположены все выигранные клубом трофеи.
Детская академия им. С. П. Квочкина была открыта на месте бывшей учебно-тренировочной базы клуба 1 июля 2013 года. 1 июня 2014 года детской академии было присвоено имя выдающегося игрока алматинского «Кайрата» — Квочкина Сергея Прокопьевича. С 1986 года он занимался обучением молодых футболистов вплоть до своей кончины в 2007 году. Академия работает с детьми в возрасте 8—13 лет.
Юношеская академия им. Т. С. Сегизбаева была открыта 26 сентября 2014 года и названа в честь выдающегося игрока клуба — Тимура Сегизбаева. Целью академии является воспитание футболистов 14—18 лет. Стадион академии является домашним для фарм-клуба — «Кайрат А».
Академия им. Е. А. Пехлеваниди была открыта 10 мая 2017 года на месте бывшей академии футбола «Цесна». Академия была названа в честь Евстафия Пехлеваниди. Стадион академии является домашним для молодёжного состава клуба.

## Команда

### Руководство
| Должность                           | Имя               |
| ----------------------------------- | ----------------- |
| Председатель наблюдательного совета | Кайрат Боранбаев  |
| Генеральный директор                | Аскар Есимов      |
| Спортивный директор                 | Арман Биркурманов |
| Технический директор                | Евгений Красиков  |

### Тренерский штаб

#### Главная команда
| Должность                  | Имя                |
| -------------------------- | ------------------ |
| Главный тренер             | Рафаэль Уразбахтин |
| Ассистент главного тренера | Максим Зуев        |
| Ассистент главного тренера | Сергей Куцов       |
| Ассистент главного тренера | Артём Гавриленко   |
| Тренер по вратарям         | Илья Юров          |
| Тренер по физподготовке    | Артём Савельев     |
| Видео-аналитик             | Эльшад Хинизов     |
| Менеджер по анализу        | Александр Котляр   |

### Текущий состав
| 1  | Флаг Казахстана | Вр  | Александр Заруцкий              | 1993 |  |  |  |  |  |
| 77 | Флаг Казахстана | Вр  | Темирлан Анарбеков              | 2003 |  |  |  |  |  |
|    |                 |     |                                 |      |  |  |  |  |  |
| 3  | Флаг Португалии | Защ | Луиш Мата                       | 1997 |  |  |  |  |  |
| 4  | Флаг Казахстана | Защ | Дамир Касабулат                 | 2002 |  |  |  |  |  |
| 5  | Флаг Казахстана | Защ | Лев Кургин                      | 2002 |  |  |  |  |  |
| 14 | Флаг Беларуси   | Защ | Александр Мартынович (капитан)  | 1987 |  |  |  |  |  |
| 20 | Флаг Казахстана | Защ | Еркин Тапалов                   | 1993 |  |  |  |  |  |
| 24 | Флаг Казахстана | Защ | Александр Мрынский              | 2004 |  |  |  |  |  |
| 25 | Флаг Казахстана | Защ | Александр Широбоков             | 2003 |  |  |  |  |  |
| 80 | Флаг России     | Защ | Егор Сорокин                    | 1995 |  |  |  |  |  |
|    |                 |     |                                 |      |  |  |  |  |  |
| 6  | Флаг Казахстана | ПЗ  | Адилет Садыбеков (вице-капитан) | 2002 |  |  |  |  |  |
| 10 | Флаг Грузии     | ПЗ  | Гиорги Зариа                    | 1997 |  |  |  |  |  |
| 15 | Флаг Израиля    | ПЗ  | Офри Арад                       | 1998 |  |  |  |  |  |

| 17 | Флаг Казахстана | ПЗ  | Олжас Байбек                        | 2005 |  |  |  |  |  |
| 18 | Флаг Израиля    | ПЗ  | Дан Глейзер                         | 1996 |  |  |  |  |  |
| 33 | Флаг Сербии     | ПЗ  | Юг Станоев                          | 1999 |  |  |  |  |  |
| 55 | Флаг Беларуси   | ПЗ  | Валерий Громыко                     | 1997 |  |  |  |  |  |
|    |                 |     |                                     |      |  |  |  |  |  |
| 7  | Флаг Португалии | Нап | Жоржинью                            | 1997 |  |  |  |  |  |
| 9  | Флаг Казахстана | Нап | Дастан Сатпаев                      | 2008 |  |  |  |  |  |
| 11 | Флаг Бразилии   | Нап | Жуан Паулу                          | 1988 |  |  |  |  |  |
| 19 | Флаг Бразилии   | Нап | Элдер Сантана                       | 1993 |  |  |  |  |  |
| 26 | Флаг Бразилии   | Нап | Эдмилсон                            | 1997 |  |  |  |  |  |
| 81 | Флаг Казахстана | ПЗ  | Исмаил Бекболат                     | 2008 |  |  |  |  |  |
| 89 | Флаг Казахстана | Нап | Рамазан Багдат                      | 2006 |  |  |  |  |  |
| 99 | Флаг Бразилии   | Нап | Рикардиньо (в аренде из «Виктории») | 2001 |  |  |  |  |  |

№ 12 закреплён за болельщиками.

#### Игроки в аренде
| \| № \| \| Поз. \| Имя \| Год рождения \| \| -- \| \| ---- \| ---------------------------------------------- \| ------------ \| \| 93 \| \| Защ \| Султан Аскаров (в «Жетысу» до 31 декабря 2025) \| 2004 \| \| 25 \| \| Защ \| Егор Ткаченко (в «Елимай» до 31 декабря 2025) \| 2003 \| \| 18 \| \| Нап \| Ян Труфанов (в «Атырау» до 31 декабря 2025) \| 2004 \| |                 |      |                                                |              |
| № |                 | Поз. | Имя                                            | Год рождения |
| 93 | Флаг Казахстана | Защ  | Султан Аскаров (в «Жетысу» до 31 декабря 2025) | 2004         |
| 25 | Флаг Казахстана | Защ  | Егор Ткаченко (в «Елимай» до 31 декабря 2025)  | 2003         |
| 18 | Флаг Казахстана | Нап  | Ян Труфанов (в «Атырау» до 31 декабря 2025)    | 2004         |

## Достижения

### СССР
Кубок Федерации футбола СССР
- Обладатель: 1988

Первая лига СССР
- Победитель (2): 1976, 1983
- Серебряный призёр (2): 1965, 1970
- Бронзовый призёр: 1989

### Казахстан
Чемпионат Казахстана
- Чемпион (4): 1992, 2004, 2020, 2024
- Серебряный призёр (5): 2015, 2016, 2017, 2018, 2019
- Бронзовый призёр (6): 1997, 1999, 2005, 2013, 2014, 2021

Кубок Казахстана
- Обладатель (10 — рекорд): 1992, 1996/97, 1999/2000, 2001, 2003, 2014, 2015, 2017, 2018, 2021
- Финалист (3): 2004, 2005, 2016

Суперкубок Казахстана
- Обладатель (3): 2016, 2017, 2025

Первая лига
- Победитель: 2009
- Серебряный призёр: 1998

QJ League
- Победитель: 2023, 2024

### Международные

#### Товарищеские
- Обладатель Кубка Международного спортивного союза железнодорожников: 1969/71

#### Выступление в азиатских кубках
| Соревнование                             | Матчей | В | Н | П | МЗ | МП |
| ---------------------------------------- | ------ | - | - | - | -- | -- |
| Кубок обладателей кубков Азии по футболу | 10     | 4 | 2 | 4 | 13 | 11 |

Посезонная статистика выступлений:
| Сезон   | Соревнование             | Раунд                     | Страна             | Клуб        | Домашний матч | Матч в гостях | Общий счёт |
| ------- | ------------------------ | ------------------------- | ------------------ | ----------- | ------------- | ------------- | ---------- |
| 1997/98 | Кубок обладателей кубков | I, Западная Азия          | Флаг Таджикистана  | Вахш        | 3:0           | 1:2           | 4:2        |
| 1997/98 | Кубок обладателей кубков | II, Западная Азия         | Флаг Туркменистана | Копетдаг    | 3:1           | 0:2           | 3:3        |
| 2000/01 | Кубок обладателей кубков | I, Западная Азия          | Флаг Таджикистана  | Регар-ТадАЗ | 2:0           | 1:1           | 3:1        |
| 2000/01 | Кубок обладателей кубков | II, Западная Азия         | Флаг Туркменистана | Небитчи     | 3:1           | 0:1           | 3:2        |
| 2000/01 | Кубок обладателей кубков | 1/4 финала, Западная Азия | Флаг Ирана         | Эстегляль   | 0:0           | 0:3           | 0:3        |

#### Выступление в еврокубках
| Соревнование             | Матчей | В  | Н  | П  | МЗ | МП | РМ  | %П      |
| ------------------------ | ------ | -- | -- | -- | -- | -- | --- | ------- |
| Лига чемпионов УЕФА      | 6      | 3  | 1  | 2  | 8  | 11 | -3  | 50,00 % |
| Лига Европы / Кубок УЕФА | 38     | 17 | 7  | 14 | 60 | 41 | +19 | 44,74 % |
| Лига конференций УЕФА    | 10     | 2  | 2  | 6  | 13 | 15 | -2  | 20,00 % |
| Итого                    | 54     | 22 | 10 | 22 | 81 | 67 | +14 | 40,74 % |

Посезонная статистика выступлений в еврокубках:
| Сезон   | Соревнование     | Раунд           | Страна               | Клуб              | Домашний матч | Матч в гостях | Общий счёт    |
| ------- | ---------------- | --------------- | -------------------- | ----------------- | ------------- | ------------- | ------------- |
| 2002/03 | Кубок УЕФА       | Предварительный | Сербия               | Црвена Звезда     | 0:2           | 0:3           | 0:5           |
| 2005/06 | Лига чемпионов   | I КР            | Словакия             | Артмедиа          | 2:0           | 1:4           | 3:4           |
| 2006/07 | Кубок УЕФА       | I КР            | Венгрия              | Фехервар          | 2:1           | 0:1           | 2:2           |
| 2014/15 | Лига Европы      | I КР            | Албания              | Кукеси            | 1:0           | 0:0           | 1:0           |
| 2014/15 | Лига Европы      | II КР           | Дания                | Эсбьерг           | 1:1           | 0:1           | 1:2           |
| 2015/16 | Лига Европы      | I КР            | Сербия               | Црвена Звезда     | 2:1           | 2:0           | 4:1           |
| 2015/16 | Лига Европы      | II КР           | Армения              | Алашкерт          | 3:0           | 1:2           | 4:2           |
| 2015/16 | Лига Европы      | III КР          | Шотландия            | Абердин           | 2:1           | 1:1           | 3:2           |
| 2015/16 | Лига Европы      | Плей-офф        | Франция              | Бордо             | 2:1           | 0:1           | 2:2           |
| 2016/17 | Лига Европы      | I КР            | Албания              | Теута             | 5:0           | 1:0           | 6:0           |
| 2016/17 | Лига Европы      | II КР           | Израиль              | Маккаби Тель-Авив | 1:1           | 1:2           | 2:3           |
| 2017/18 | Лига Европы      | I КР            | Литва                | Атлантас          | 6:0           | 2:1           | 8:1           |
| 2017/18 | Лига Европы      | II КР           | Албания              | Скендербеу        | 1:1           | 0:2           | 1:3           |
| 2018/19 | Лига Европы      | I КР            | Андорра              | Энгордань         | 7:1           | 3:0           | 10:1          |
| 2018/19 | Лига Европы      | II КР           | Нидерланды           | АЗ                | 2:0           | 1:2           | 3:2           |
| 2018/19 | Лига Европы      | III КР          | Чехия                | Сигма             | 1:2           | 0:2           | 1:4           |
| 2019/20 | Лига Европы      | I КР            | Босния и Герцеговина | Широки Бриег      | 2:1           | 2:1           | 4:2           |
| 2019/20 | Лига Европы      | II КР           | Израиль              | Хапоэль Беэр-Шева | 1:1           | 0:2           | 1:3           |
| 2020/21 | Лига Европы      | I КР            | Армения              | Ной               | 4:1           | -             | 4:1           |
| 2020/21 | Лига Европы      | II КР           | Израиль              | Маккаби Хайфа     | -             | 1:2           | 1:2           |
| 2021/22 | Лига чемпионов   | I КР            | Израиль              | Маккаби Хайфа     | 2:0           | 1:1           | 3:1           |
| 2021/22 | Лига чемпионов   | II КР           | Сербия               | Црвена Звезда     | 2:1           | 0:5           | 2:6           |
| 2021/22 | Лига Европы      | III КР          | Армения              | Алашкерт          | 0:0           | 2:3           | 2:3           |
| 2021/22 | Лига конференций | Плей-офф        | Люксембург           | Фола              | 3:1           | 4:1           | 7:2           |
| 2021/22 | Лига конференций | Группа H        | Швейцария            | Базель            | 2:3           | 2:4           | 4-е место     |
| 2021/22 | Лига конференций | Группа H        | Азербайджан          | Карабах           | 1:2           | 1:2           | 4-е место     |
| 2021/22 | Лига конференций | Группа H        | Кипр                 | Омония            | 0:0           | 0:0           | 4-е место     |
| 2022/23 | Лига конференций | II КР           | Венгрия              | Кишварда          | 0:1           | 0:1           | 0:2           |
| 2025/26 | Лига чемпионов   | I КР            | Словения             | Олимпия Любляна   | 2:0           | 1:1           | 3:1           |
| 2025/26 | Лига чемпионов   | 2 КР            | Финляндия            | КуПС              | 3:0           | 0:2           | 3:2           |
| 2025/26 | Лига чемпионов   | 3 КР            | Словакия             | Слован Братислава | 1:0           | 0:1           | 1:1 (пен.4:3) |
| 2025/26 | Лига чемпионов   | Плей-офф        | Шотландия            | Селтик            |               |               |               |

#### Выступление на Кубке чемпионов Содружества
| Соревнование      | Матчей | В | Н | П | МЗ | МП |
| ----------------- | ------ | - | - | - | -- | -- |
| Кубок Содружества | 7      | 3 | 2 | 2 | 11 | 8  |

| Сезон | Раунд      | Страна                  | Клуб        | Счёт           |
| ----- | ---------- | ----------------------- | ----------- | -------------- |
| 1993  | Группа С   | Флаг Кыргызстана        | Алга        | 3:2            |
| 1993  | Группа С   | Флаг России (1991—1993) | Россия U-19 | 0:3 (-:+)      |
| 1993  | Группа С   | Флаг Литвы (1989—2004)  | Экранас     | 0:0            |
| 2005  | Группа А   | Флаг Беларуси           | Динамо      | 1:2            |
| 2005  | Группа А   | Флаг России             | Россия U-19 | 3:1            |
| 2005  | Группа А   | Флаг Эстонии            | Левадия     | 4:0            |
| 2005  | 1/4 финала | Флаг Литвы              | Каунас      | 0:0 (пен. 2:3) |

## Рекорды
- В первенстве СССР:
  - Самая крупная победа — 10:1 («Химик» Березники, 1958)
  - Самое крупное поражение — 0:6 («Шахтёр» Донецк, 1961; «Нефтчи» Баку, 1987)
- В первенстве Казахстана:
  - Самая крупная победа — 8:0 («Кайсар» Кызылорда, 1993)
  - Самое крупное поражение — 0:6 («ФК Астана)» Астана, 2022);

- В Кубке СССР:
  - Самая крупная победа — 5:0 («Автомобилист» Термез, 1979; «Химик» Гродно, 1981)
  - Самое крупное поражение — 0:5 («Сокол» Саратов, 1969)
- В Кубке Казахстана:
  - Самая крупная победа — 8:0 («Восток-2» Усть-Каменогорск, 2005)
  - Самое крупное поражение — 1:5 («Тобол» Костанай, 2019)
- В кубке Федерации футбола СССР:
  - Самая крупная победа — 6:2 («Динамо» Тбилиси, 1988)
  - Самое крупное поражение — 0:6 («Жальгирис» Вильнюс, 1987)
- В кубке обладателей кубков Азии:
  - Самая крупная победа — 3:0 («Вахш» Курган-Тюбе, 1997)
  - Самое крупное поражение — 0:3 («Эстегляль» Тегеран, 2001)
- В кубке чемпионов УЕФА/Лиге чемпионов УЕФА:
  - Самая крупная победа — 2:0 («Артмедиа» Братислава, 2005); 2:0 («Маккаби» Хайфа, 2021)
  - Самое крупное поражение — 0:5 («Црвена Звезда» Белград, 2021)
- В кубке УЕФА/Лиге Европы УЕФА:
  - Самая крупная победа — 6:0 («Атлантас» Клайпеда, 2017); 7:1 («Энгордань» Эскальдес-Энгордань, 2018)
  - Самое крупное поражение — 0:3 («Црвена Звезда» Белград, 2002)
- В Лиге конференций УЕФА:
  - Самая крупная победа — 4:1 («Фола» Эш, 2021)
  - Самое крупное поражение — 2:4 («Базель» Базель, 2021)

### Рекордсмены по количеству матчей
В статистике не учтены 52 матча в рамках Первой Лиги и Кубка СССР, по причине отсутствия данных. Также, в статистике не учтены матчи игроков за ЦСКА-Кайрат. Полужирным шрифтом выделены игроки действующего состава.
| 1                                        | Вахид Масудов        | 373 | 50  | 181 | 94  | 6  | 25 | 16 | 0 | 1 | 0  |
| 2                                        | Леонид Остроушко     | 361 | 0   | 200 | 143 | 0  | 18 | 0  | 0 | 0 | 0  |
| 3                                        | Фанас Салимов        | 329 | 0   | 161 | 134 | 0  | 17 | 17 | 0 | 0 | 0  |
| 4                                        | Сеильда Байшаков     | 328 | 0   | 225 | 71  | 0  | 32 | 0  | 0 | 0 | 0  |
| 5                                        | Владимир Никитенко   | 321 | 0   | 256 | 40  | 0  | 23 | 2  | 0 | 0 | 0  |
| 6                                        | Сергей Квочкин       | 307 | 0   | 232 | 60  | 0  | 15 | 0  | 0 | 0 | 0  |
| 6                                        | Анатолий Федотов     | 307 | 0   | 221 | 71  | 0  | 15 | 0  | 0 | 0 | 0  |
| 8                                        | Евстафий Пехлеваниди | 303 | 0   | 226 | 47  | 0  | 21 | 9  | 0 | 0 | 0  |
| 9                                        | Станислав Каминский  | 297 | 0   | 242 | 42  | 0  | 13 | 0  | 0 | 0 | 0  |
| 10                                       | Куралбек Ордабаев    | 285 | 0   | 185 | 69  | 0  | 31 | 0  | 0 | 0 | 0  |
| Ближайший игрок из действующего состава: |                      |     |     |     |     |    |    |    |   |   |    |
| 28                                       | Бауыржан Исламхан    | 196 | 146 | 0   | 0   | 23 | 0  | 0  | 4 | 0 | 23 |

Примечание: ЧК — Чемпионат Казахстана, ЧСР — Чемпионат СССР, ПСР — Первая лига СССР, КК — Кубок Казахстана, КСР — Кубок СССР, КФФСР — Кубок Федерации футбола СССР, СКК — Суперкубок Казахстана, КОКА — Кубок обладателей кубков Азии, ЛЕУЕФА — Лига Европы УЕФА
Данные на 24 ноября 2018 года.

### Рекордсмены по количеству голов
В статистике не учтены 76 голов в рамках Первой Лиги и Кубка СССР, по причине отсутствия данных. Также, в статистике не учтены матчи игроков за ЦСКА-Кайрат. Полужирным шрифтом выделены игроки действующего состава
| 1                                        | Евстафий Пехлеваниди | 105 | 0  | 69 | 0 | 25 | 0  | 7 | 4 | 0  |
| 2                                        | Жерар Гоу            | 99  | 80 | 0  | 0 | 0  | 8  | 0 | 0 | 11 |
| 3                                        | Алибек Булешев       | 90  | 77 | 0  | 0 | 0  | 12 | 0 | 0 | 1  |
| 4                                        | Сергей Квочкин       | 81  | 0  | 62 | 0 | 13 | 0  | 6 | 0 | 0  |
| 5                                        | Анатолий Ионкин      | 68  | 0  | 25 | 0 | 39 | 0  | 4 | 0 | 0  |
| 6                                        | Сергей Волгин        | 62  | 13 | 29 | 0 | 7  | 6  | 3 | 4 | 0  |
| 7                                        | Леонид Остроушко     | 58  | 0  | 8  | 0 | 48 | 0  | 2 | 0 | 0  |
| 8                                        | Сергей Стукашов      | 57  | 0  | 33 | 0 | 19 | 0  | 5 | 0 | 0  |
| 8                                        | Бауыржан Исламхан    | 57  | 43 | 0  | 0 | 0  | 8  | 0 | 0 | 6  |
| 10                                       | Сергей Климов        | 55  | 24 | 0  | 4 | 24 | 2  | 1 | 0 | 0  |
| Ближайший игрок из действующего состава: |                      |     |    |    |   |    |    |   |   |    |
| 14                                       | Исаэль Барбоза       | 41  | 38 | 0  | 0 | 0  | 3  | 0 | 0 | 0  |

Примечание: ЧК — Чемпионат Казахстана, ЧСР — Чемпионат СССР, ПЛК — Первая Лига Казахстана, ПСР — Первая Лига СССР, КК — Кубок Казахстана, КСР — Кубок СССР, КФФСР — Кубок Федерации Футбола СССР, ЛЕУЕФА — Лига Европы УЕФА
Данные на 30 сентября 2018 года.

## Болельщики
Успехи алматинского «Кайрата» во второй половине 1980-х годов привели к объединению локальных фанатских группировок в единое движение — «South Cross» («Южный Крест»). Тогда и появляется фанатский заряд: «От дальних берегов Камчатки, до гор Кавказа и Карпат, нигде и никогда не будет команды лучше, чем „Кайрат“». Первое время фанаты кайрата входят в хозрасчетное объединение «Клуба любителей футбола», на домашних играх они традиционно занимают трибуны северного сектора «Центрального стадиона». Под эгидой клуба фанаты выезжают в Москву и Ленинград.
Отколовшись от «КЛФ», в результате противоречий с руководством в середине 1988 года, фанаты теперь располагаются на южной трибуне. Несмотря на неудачный сезон «Кайрата» в высшей лиге чемпионата, команда удачно выступает в матчах Кубка Федерации футбола СССР. Обыграв в полуфинальном матче в Москве местное «Динамо» 2:0, футболисты «Кайрата» громят в финальном матче в Кишинёве команду «Нефтчи» из Баку — 4:1. В этих играх «Кайрат» получает мощную поддержку со стороны своих фанатов в Москве и Кишинёве.
Поддерживая свою команду на выездах в Москве, Вильнюсе и Минске, Киеве, Воронеже и Волгограде, Кутаиси, Батуми и Ланчхути, алма-атинские фанаты становятся узнаваемы в советских городах с футбольными традициями. А некоторые из них делают «золотые» сезоны, посещая все выездные матчи с участием ФК «Кайрат».
Движение алма-атинских фанатов становится известным и втянутым в околофутбольное движение СССР. К тому же, из всех союзных республик Средней Азии и Кавказа, только у ФК «Кайрат» имеются выездные фанаты, признаваемые в фанатском мире СССР в конце 1980-х годов. Однако, после ухода из жизни лидера фанатского движения, серии неудачных выступлений в первой лиге (в сезоне 1990), а также распада СССР и единого советского футбольного пространства, алма-атинское движение фанатов прекращает своё существование.
Спустя полтора десятилетия, в 2006 году фанатское движение «Кайрата» возрождается — появляется группировка «Кайрат Ультрас», объединившая в себе разрозненные на тот момент группы фанатов. «Кайрат Ультрас» располагаются на 34-м секторе восточной трибуны, которая впоследствии становится центральным ядром и для Союза болельщиков Казахстана — «ОРДА», куда также входило большинство резидентов «Кайрат Ультрас». «Кайрат Ультрас» просуществовали до 2009 года. Тогда же на 17-м секторе зарождается движение «Jolly Roger».
В 2009 году появляется новое фан-движение «Кайрата» — «Южный Барс», призванное стать официальным движением алматинского футбольного клуба. Впоследствии, в юбилейный год 60-летия, после ухода с фанатского сектора большинства старых участников «Южного Барса», образуются движения «Fidelis» и «Алма-Атинец». По ходу сезона 2014 появляется ещё одно движение — «Alma Crew», а в Астане возникает региональное объединение болельщиков ФК «Кайрат» под названием — «Sons of Almaty». В сезоне 2015 движение «Fidelis» вливается в состав «Jolly Roger». 1 февраля 2016 года у клуба появляется официальный фан-клуб — «AlatauFans».
15 марта 2014 года клуб официально изъял из обращения 12-й номер и передал его всем болельщикам «Кайрата».